# Наха (аэропорт)
Аэропорт Наха (яп. 那覇空港 Наха ку:ко:) (ИАТА: OKA, ИКАО: ROAH) — аэропорт второго класса, расположенный в городе Наха, главном городе японской префектуры Окинава.
Являясь главным пассажирским и грузовым аэропортом префектуры Окинава, аэропорт обслуживает международное воздушное сообщение с Тайванем, Гонконгом, Южной Кореей и Китаем. Аэропорт Наха является пятым по пассажирообороту аэропортом Японии, из него также выполняются рейсы в Международный аэропорт Токио (Ханэда) и другие города четырёх крупнейших островов Японии. Наха также является хабом, обслуживающим другие аэропорты Окинавы, включая аэропорт Исигаки. Рейсы из аэропорта Наха рейсы осуществляются приблизительно по 30 назначениям (на 2006 год). Единственная взлётно-посадочная полоса длиной 3000 м обслуживает ежедневно 150 рейсов. Озвучивались планы строительства второй полосы, которая будет введена в эксплуатацию к 2015 году.
Окинавская монорельсовая дорога перевозит пассажиров между аэропортом и центром города Наха, а также к станции рядом с замком Сюри. Автобусное сообщение есть со многими местами острова Окинава.
В 2006 финансовом году было перевезено 14 495 054 пассажиров.

## Авиакомпании и назначения

### Главный терминал
- All Nippon Airways — Фукуока, Хиросима, Исигаки, Кагосима, Кобе, Кумамото, Мияко, Миядзаки, Нагоя (аэропорт Centrair), Ниигата (сезонный), Осака (Итами), Осака (Кансай), Сендай, Такамацу, Токио (Ханэда), Токио (Нарита)
- Japan Airlines — Фукуока, Ханамаки (сезонный), Нагоя (Centrair), Осака (Итами), Осака (Кансай), Токио (Ханэда)
  - Japan Transocean Air — Фукуока, Исигаки, Китакюсю, Кобе, Комацу, Кимэдзима, Мацуяма, Мияко, Окаяма, Осака (Кансай), Токио (Ханэда)
    - Ryukyu Air Commuter — Агуни, Амами-Осима, Кита-дайто, Кимэдзима, Минами-дайто, Мияко (сезонный), Ёнагуни, Ёрондзима
- Skymark Airlines — Фукуока, Кобе (сезонный), Токио (Ханэда)
- Skynet Asia Airways — Кагосима, Нагасаки

### Международный терминал
- Asiana Airlines — Сеул (Инчхон)
- China Airlines — Тайбэй (Тайвань-Таоюань)
- China Eastern Airlines — Шанхай (Шанхай Пудун)
- Hong Kong Express Airways — Гонконг (Чхеклапкок)

## Авиабаза ВВС и Сил самообороны
Аэродром Наха совместного базирования с авиабазой Наха. Во время Второй мировой войны база Японии была захвачена военными США в результате Битвы за Окинаву 1 апреля 1945 года. После войны здесь расположилась крупнейшая авиабаза ВВС США на Тихом океане.
ВВС США покинули авиабазу Наха 31 мая 1971 года и официально передали её Японским силам самообороны в 1979 году. В настоящее время на авиабазе НАХА базируются модифицированные истребители F-4EJ Phantom II, учебные Kawasaki T-4, вертолёты UH-60J и CH-47J японских сил самообороны. Также в Нахе базируются P-3 Orion японских морских сил самообороны. Японские наземные силы самообороны, полиция префектуры Окинава и береговая охрана Японии также присутствуют в аэропорту Наха.

## Инциденты

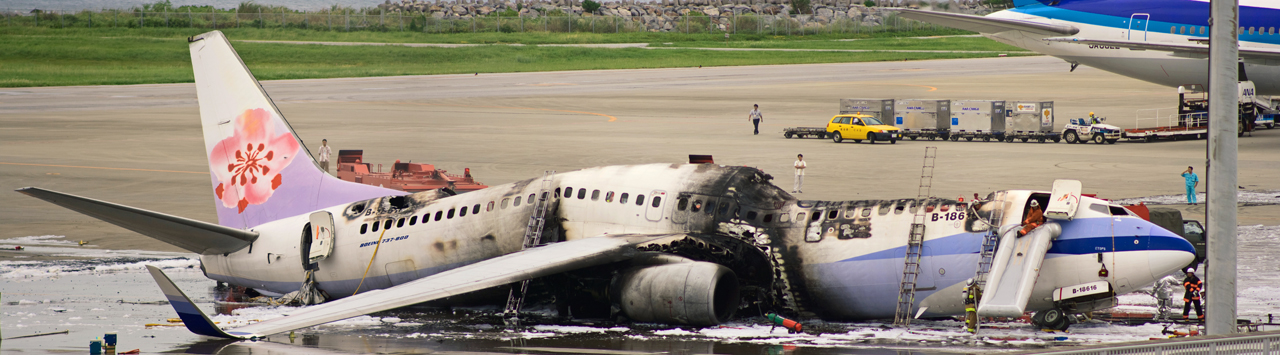
Рейс 120 China Airlines

- 11 декабря 1994 террорист Юзеф Рамзи заложил бомбу на самолёт рейс 434 Philippine Airlines, ожидая, что погибнут все пассажиры. Бомба взорвалась в самолёте Boeing 747-283B на перелёте между Себу и Токио, погиб один пассажир. Самолёт совершил экстренную посадку в аэропорту Наха.
- 31 января 2001 года Boeing 747 Japan Airlines рейса 907, прибывший из аэропорта Ханэда, едва не столкнулся с другим самолётом Japan Airlines — DC-10. См. Расхождение над Суругой.
- 20 августа 2007 года у Boeing 737—800 рейса 120 China Airlines взорвался двигатель сразу после посадки в аэропорту Наха, в результате чего возник сильный пожар. Все пассажиры и экипаж были эвакуированы.